# METAFONT
METAFONT es un lenguaje de programación usado para definir fuentes vectoriales. Es también el nombre de un intérprete que ejecuta código METAFONT, convirtiendo las fuentes vectoriales en fuentes de mapas de bits que pueden ser incluidas en documentos de PostScript.

## Historia
Donald Knuth empezó a trabajar en la creación de software tipográfico o de fuentes en 1977, y produjo la primera versión de METAFONT en 1979. Debido a deficiencias en el lenguaje METAFONT original, Knuth desarrolló un nuevo sistema METAFONT en 1984 y este sistema es el que se usa hoy en día (con pequeñas revisiones); Tiene un sistema de versiones similar al de TeX, en el que el número de versión crece asintóticamente hacia el número e en cada revisión. Este lenguaje de programación fue inventado por Donald Knuth como un complemento del sistema TeX. Una de sus características es que todas las formas de glifos están definidas con potentes ecuaciones geométricas, por ejemplo, se puede definir un punto dado como la intersección de un segmento lineal y una curva de Bézier.